# Poslední výstřel (film, 1950)
Poslední výstřel je černobílé československé filmové drama z roku 1950 o délce 92 minut.

## Děj
Děj se odehrává za Protektorátu Čechy a Morava pouze několik dní před koncem druhé světové války, v ostravské Nové huti ve Vítkovicích. Němci chtějí stále zvýšit výrobu železa, zatímco Češi vedeni členem komunistické strany Halfarem (předákem u vysoké pece) a inženýrem Hejnychem usilují o její zpomalení, aby došlo k co nejmenšímu poškození pece při náletech. Při jednom z mnoha četných náletů je zasažena Halfarova pec, dělník Kuča, který má v nedaleké vesnici těhotnou ženu se vydá ze strachu domů a slíbí, že se za den vrátí, zde jej však žena city donutí zůstat. Dělníci jsou rádi, že nebudou pracovat pro Němce a pojedou domů, někteří však polemizují, že budou pracovat pro jiné pány. Halfar myslí na budoucnost a chce pec opravit. Dělník Kuča se od jednoho z bývalých vesničanů, který slouží jako voják u Němců dozví, že vysoké pece mají vyhodit do povětří a hned běží varovat své druhy. Tento voják vymění za civilní šaty informace a dělníkům se tak podaří přesekáním kabelů sabotovat odpálení pecí. K městu se však blíží fronta, většina Němců utíká, boje se přesouvají dále. Někteří Němci se neevakuují a zůstanou u skladu, válcovny, kde se nachází zvon nutný k opravě pece. Tento se jim podaří získat i za pomocí mladého elektromechanika Ludvíčka. Jeho život však ukončí poslední výstřel, když se neschová díky své horlivosti k práci (chce zapojit poslední svorku) před posledním pokusem Němců o obranu před Rudou armádou.

## Základní údaje

### Štáb
- Námět: Milan Rusínský
- Scénář: Milan Rusínský
- Exteriéry: Vítkovice
- Režie: Jiří Weiss

### Hrají
- Antonín Klimša … Halfar – předák vysoké pece
- Jiří Kostka … polský inženýr Liberta alias tavič Svoboda
- Adolf Král … struskař Robert Kuča
- Čeněk Rábl … tavič Grygar
- Zdeněk Grygar … hutník Greč
- Soběslav Křivda … elektromechanik Ludvíček
- František Vyplel … Klapetek
- Č. Gorniesiewicz … Vantuch
- Inocenc Březina … Kocur
- Josef Brus … Lacek
- Augustin Lanča … Anselm
- Jana Kalášková … Hanka
- Nelly Gaierová … Apolénka
- Jindřich Vicherek … Veršuc
- František Šlégr … Oberlandrat
- Rudolf Široký … Ing. Hejnych
- Miloslav Holub … Ing. Botur
- František Klika … německý ředitel
- Jaromír Krejčí … plukovník von Staupe
- Adolf Kaštovský … Kucka
- Břetislav Lanča … Gavela
- Pavel Nozar … gestapák
- Blažej Jiříkovský … Výtisk
- Rudolf Grudněvič … stráž protiletecké ochrany
- Václav Lohniský … role neurčena
- Marie Palečková … německá sekretářka Piskáčková